# Perkedpuszta

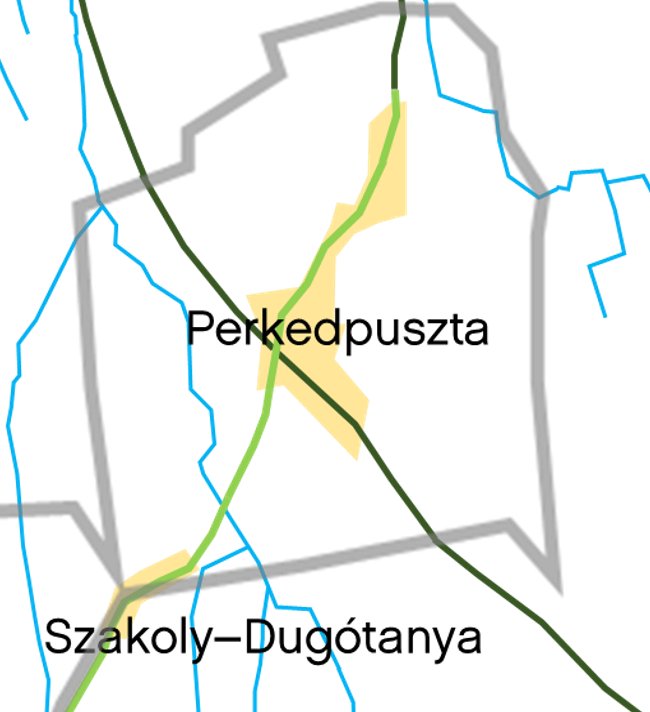
Perkedpuszta és környéke

Perkedpuszta a Nagykállói járásban fekvő Balkány város második legnagyobb különálló településrésze.

## Fekvése
Balkány központjától 7 kilométerre északkeletre helyezkedik el, nem messze Balkány, Biri és Kállósemjén hármashatárától. A mintegy 300 lakosú településrész Kállósemjéntől 3,5, Biritől 4, a járási székhely Nagykállótól 8 kilométerre található.

### Megközelítése
A 4913-as útból a város központjában észak felé kiágazó 49 145-ös számú mellékúton érhető el a városrész. Észak felől mezőgazdasági földutakon Kállósemjénből is megközelíthető. Az Észak-magyarországi Közlekedési Központ autóbuszjáratot működtet Balkány és Perkedpuszta között.

## Története
Perked a Balogsemjén nemzetség birtoka volt. Nevét az oklevelek 1325-ben említik első ízben Terra Perked formában. Ekkor osztozik meg rajta a Balogsemjén nemzetség semjéni és biri ága, és azt az osztozkodáskor a Biri család kapta. Amikor Biri Mihály magvaszakadtával Perked egy része ismét visszaszállt a rokon semjéni ágra, másik része pedig nőági örökösödés útján a Domahidy család birtokába került. 1446-ban Perkedi Bálint Szabolcs vármegye alispánja volt, ekkor a Taktaközben fekvő Csobaj településen is volt birtoka.
Az 1500-as évek közepe táján a Kállay család tagjaival rokon Domahidy család birtoka lett Perked. Ilyenkor még falu rangot viselt a mai tanya. 1556-ban még viszonylag népes település volt, de pár évtized múltán már csak mint puszta volt jegyezve. Birtokosai ekkor a Kállay- és a Jármy családok voltak.
Perked birtokosainak a Kállayaknak és Jármyknak a szomszédos Abán és Balkányban is voltak birtokaik, így a későbbiekben Perked sorsa is azonos volt velük. Az 1800-as években Perked már népes puszta volt, és a Gencsyek birtokán élénk dohánytermesztés folyt, itt ekkor már 34 dohánykertész és cseléd élt. Ilyenkor itt a Gencsyek mellett birtokos volt még a Jármy család is.
A rendszerváltást követően, Balkány első polgármestere, dr. Kun Bertalan felajánlotta az ózdi cigány lakosság egy részének, hogy olcsón költözzenek a már kihalóban lévő tanyára, így ennek köszönhetően maradt meg Perkedpuszta. A tanya lakosságának túlnyomó része jelenleg is a cigány kisebbséghez tartozik.
A 2000-es évek végén a teljes 49 145-ös számú mellékutat felújították, így a városrész megközelítése lényegesen könnyebbé vált.

## Nevezetességei
- Perkedi vendégház
- Ökumenikus imaház
- Temető a településrész északi végén

## Galéria

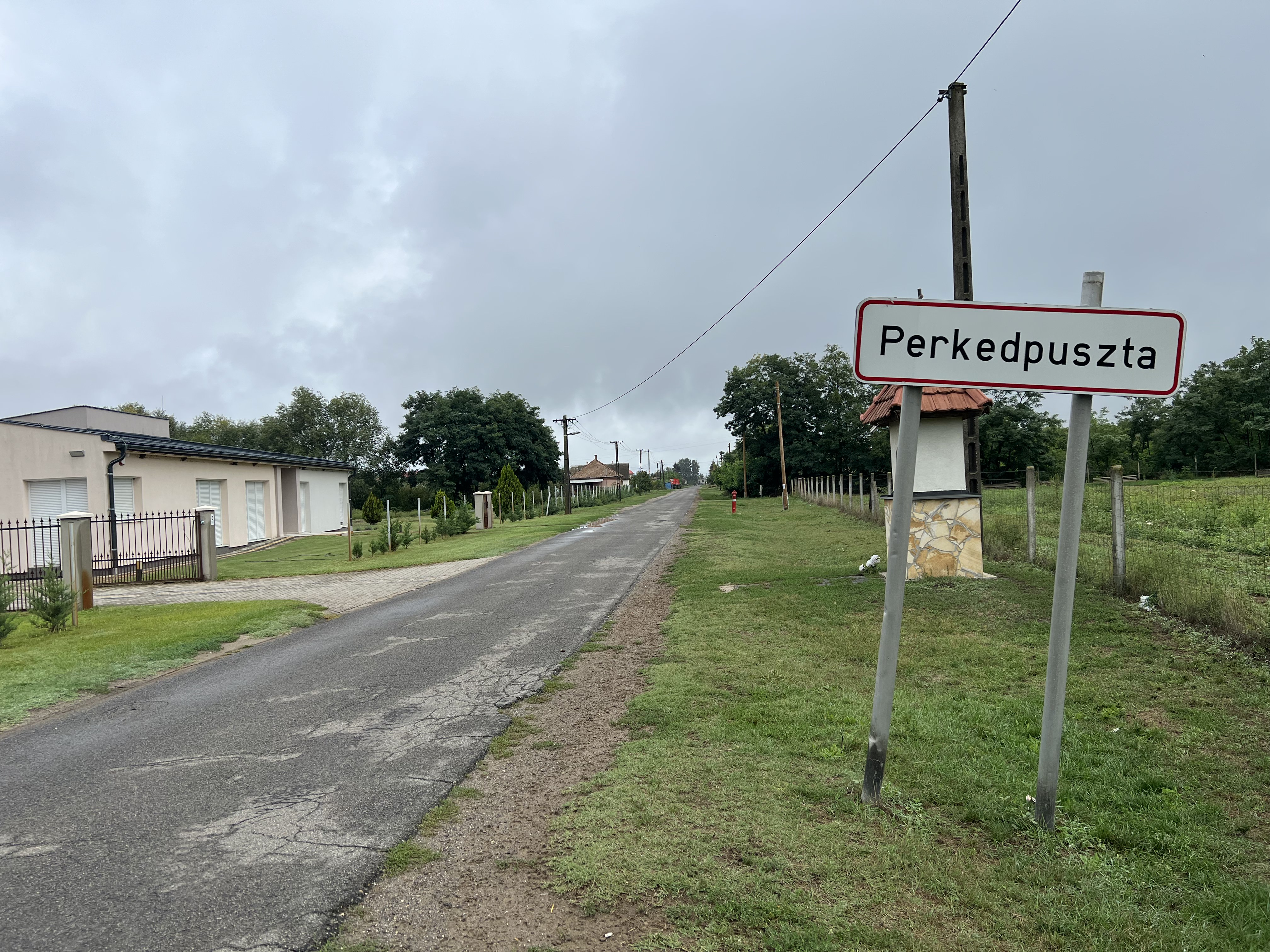
Perkedpuszta kezdetét jelölő tábla
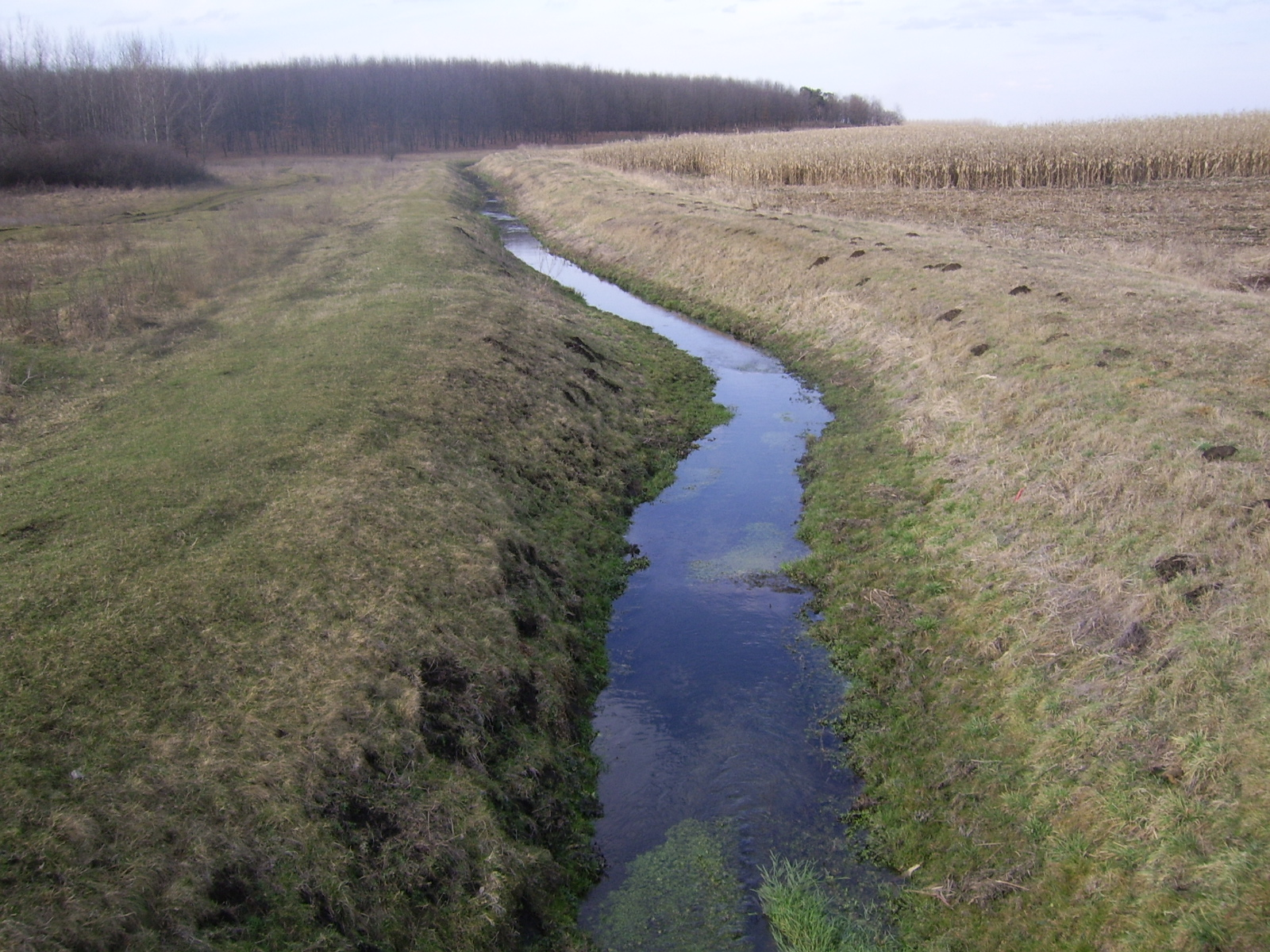
Kanális, nem messze a tanyától
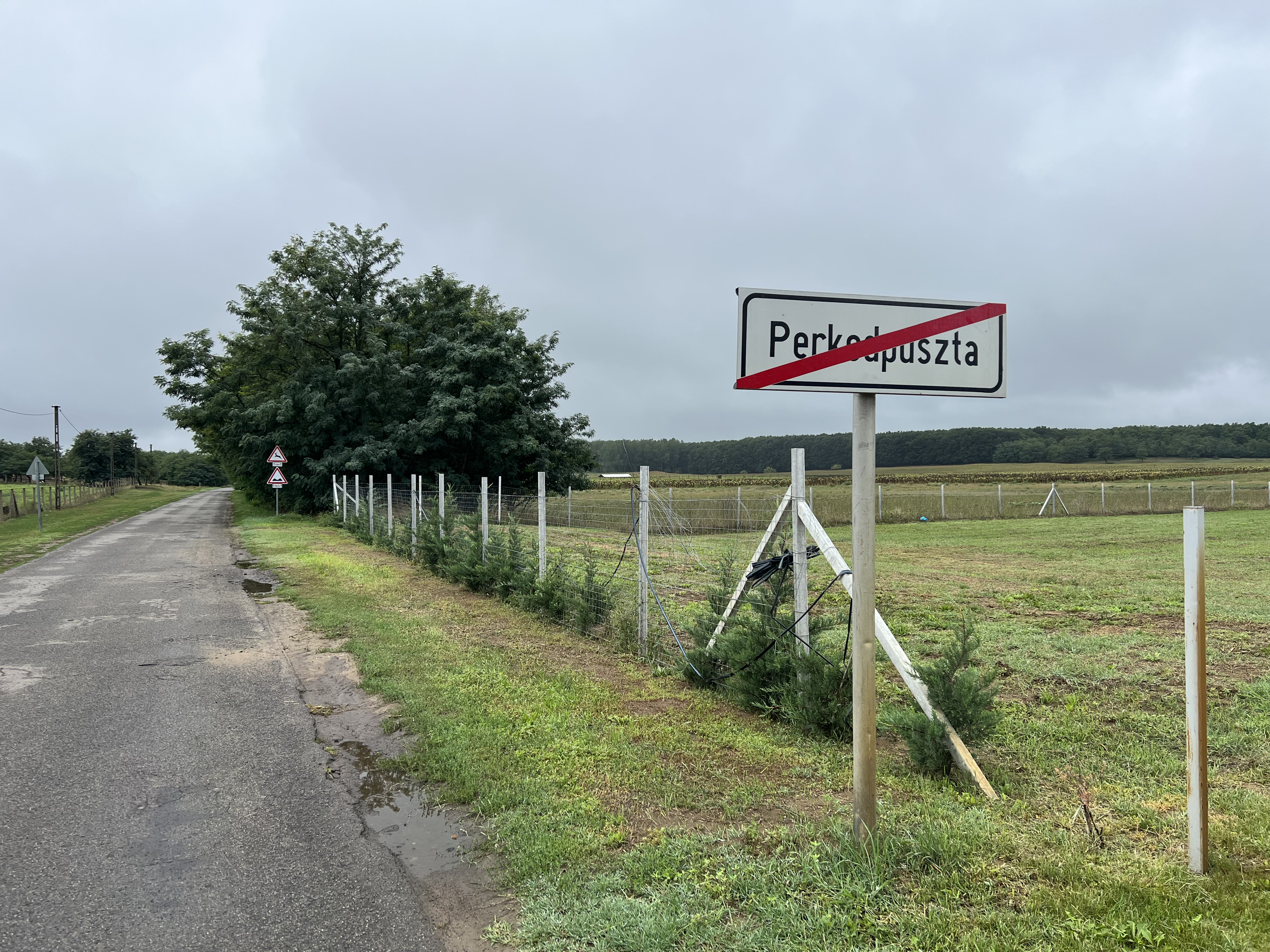
Perkedpuszta végét jelölő tábla

## Külső hivatkozások
- Balkány Önkormányzatának honlapja